# Acidente do C-212 Aviocar da Força Aérea do Chile
O acidente do C-212 Aviocar da Força Aérea do Chile foi um acidente aéreo que ocorreu às 17:48 (20:48 UTC) do dia 2 de setembro de 2011, quando um CASA C-212 Aviocar da Força Aérea do Chile colidiu com a superfície do mar ao aproximar-se da Ilha Robinson Crusoe, no Chile.

## Aeronave
A aeronave sinistrada foi um CASA C-212 Aviocar, pertencente ao Grupo de Aviação n.º10 da II Brigada Aérea da Força Aérea do Chile, com base no Aeroporto Internacional Comodoro Arturo Merino Benítez.[carece de fontes?]

## Acidente
O avião CASA C-212 estava operando um voo de ajuda em apoio às operações após o sismo do Chile de 2010. Foi operado pelo 10.º Grupo de Transporte da Força Aérea do Chile. Partiu do aeroporto e conjunto civil e militar Aeroporto Internacional Comodoro Arturo Merino Benítez, em Santiago, Chile, às 14:00 hora local (17:00 UTC), com destino ao aeroporto da Ilha Robinson Crusoe, uma das ilhas do Arquipélago Juan Fernández. Havia 21 pessoas, contando tripulantes e passageiros a bordo. O avião tentou aterrissar no aeroporto por duas vezes, mas os fortes ventos o impediram. Posteriormente o avião caiu no mar a 1 quilômetro (1 100 yd) distante da ilha. Uma busca realizada pela Força Aérea e a Armada do Chile resultou no encontro de alguns destroços e bagagens. A Força Aérea do Chile informou que os pescadores e habitantes locais encontraram cadáveres de um homem e duas mulheres flutuando na costa. O momento do acidente foi relatado às 17:48 (20:48 UTC) hora local. Os corpos foram identificados pelo Serviço Médico Legal de Santiago, na comuna de Independencia, pouco tempo depois de chegarem à pista da Força Aérea chilena na comuna de El Bosque. Por volta das 21:00 (0:00 UTC) hora local, o Ministro Secretário Geral do Governo e Porta-voz, Andrés Chadwick, entregou à imprensa oficialmente o nome das vítimas identificadas, sendo elas: Erwin Núnez, Roberto Bruce, Sylvia Slier e Galia Díaz. Também nesse período, o Ministro da Defesa chileno, Andrés Allamand, confirmou que não há sobreviventes do acidente, dando assim como falecidos os 21 tripulantes do voo.

## Vítimas notáveis
Entre as vítimas do acidente se encontram o apresentador da Televisión Nacional de Chile, Felipe Camiroaga e o jornalista Roberto Bruce, que viajavam para a ilha para gravar um programa sobre a sua reconstrução. Outro passageiro era Felipe Cubillos, empresário líder do grupo de reconstrução "Desafío Chile", que ficou conhecido depois de iniciar os esforços de reconstrução "Levantemos Chile" para ajudar as vítimas do terremoto do Chile, ocorrido em 27 de fevereiro de 2010.

## Lista de passageiros
Lista de passageiros oficial entregue pela Força Aérea chilena.
- FACh
  - Tripulação
    - Piloto tenente Carolina Fernández Quinteros
    - Tenente Juan Pablo Mallea Lagos
    - Primeiro-sargento Eduardo Jones San Martin
    - Primeiro-cabo Eduardo Estrada Muñoz
    - Segundo-cabo Flavio Oliva Pino
    - Segundo-cabo Erwin Núnez Rebolledo - Corpo encontrado em 3 de setembro de 2011

  - Outros
    - José Cifuentes Juica, jornalista
    - Comandante Rodrigo Fernández Apablaza
- Civis
  - TVN
    - Felipe Humberto Camiroaga Fernández, apresentador
    - Roberto Andrés Bruce Pruzzo, jornalista - Corpo encontrado em 3 de setembro de 2011
    - Sylvia Slier Muñoz, jornalista - Corpo encontrado em 3 de setembro de 2011
    - Carolina Gatica Aburto, produtora
    - Rodrigo Cabezón De Amesti, cameraman

  - Levantemos Chile
    - Felipe Cubillos Sigall
    - Sebastián Correa Murillo
    - Joel Lizama Nahuelhual
    - Catalina Vela Montero
    - Jorge Palma
    - Joaquín Arnolds

  - Conselho Nacional da Cultura e Artes do Chile
    - Galia Díaz Riffo - Corpo encontrado em 3 de setembro de 2011
    - Romina Irarrázabal Faggiani